# Sự từ nhiệm của Giáo hoàng
Sự từ nhiệm của Giáo hoàng (tiếng Anh: Papal renunciation) xảy ra khi giáo hoàng đương nhiệm của Giáo hội Công giáo Rôma tự nguyện từ chức. Vì triều đại của giáo hoàng vốn được quy ước là khởi đầu từ khi ông được bầu chọn cho đến khi qua đời, việc từ chức của một giáo hoàng là sự kiện không hề phổ biến.
Giáo hoàng gần đây nhất từ chức là Giáo hoàng Biển Đức XVI, ông chính thức từ bỏ chức vị giáo hoàng vào ngày 28 tháng 2 năm 2013 lúc 19:00 UTC. Ông là giáo hoàng đầu tiên thực hiện điều này kể từ thời Giáo hoàng Gregory XII từ nhiệm năm 1415.
Mặc dù sử dụng phổ biến trong các thảo luận về chủ đề giáo hoàng từ nhiệm, thuật ngữ "thoái vị" không được sử dụng trong các tài liệu chính thức của Giáo hội để nhắc đến sự từ nhiệm của một giáo hoàng.